# 살바토르 아다모
살바토르 아다모(프랑스어 : Salvatore Adamo, 1943년 11월 1일 시칠리아섬 코미소 출생) 혹은 아다모(Adamo)는 이탈리아와 벨기에의 작곡가이자 발라드 가수이다. 그는 프랑스어 뿐만 아니라 독일어, 스페인어까지 자유롭게 구사한다. 참고로 1980년 11월 30일 동양방송의 고별방송에서 한국어로 <눈이 내리네>를 부르기도 했다. 그는 1960년대부터 1970년대까지 유럽과 라틴아메리카뿐만 아니라 일본이나 아메리카 합중국에서 상업적으로 성공한 가수로 평가받고 있다. 지금은 벨기에에서 살고 있으며, 기사 작위까지 받은 상태이다.
대한민국에서는 <눈이 내리네 (Tombe la Neige 통브 라 네이쥬)>로 알려져 있다.

## 음반
- 1998년 Regards
- 2001년 Par les temps qui courent
- 2002년 Les mots de l’âme (편집)
- 2003년 C'est Ma Vie - L'intégrale 63/75 (편집)
- 2003년 Zanzibar
- 2004년 Un soir au Zanzibar (라이브 편집과 DVD)
- 2005년 Platinum Collection (편집)
- 2007년 La part de l'ange
- 2008년 Le bal des gens bien - (이중창)
- 2010년 De Toi à Moi
- 2012년 La grande roue
- 2014년 Adamo chante Bécaud